# Associazione Sportiva Taranto 1975-1976
Questa pagina raccoglie le informazioni riguardanti l'Associazione Sportiva Taranto nelle competizioni ufficiali della stagione 1975-1976.

## Rosa
| N. |                   | Ruolo | Calciatore               |
| -- | ----------------- | ----- | ------------------------ |
|    | Italia (bandiera) | C     | Ermanno Bosetti          |
|    | Italia (bandiera) | D     | Mario Biondi             |
|    | Italia (bandiera) | D     | Adriano Capra            |
|    | Italia (bandiera) | C     | Federico Caputi          |
|    | Italia (bandiera) | C     | Franco Carrera           |
|    | Italia (bandiera) | C     | Gualtiero De Bono        |
|    | Italia (bandiera) | P     | Gianfranco Degli Schiavi |
|    | Italia (bandiera) | C     | Franco Delli Santi       |
|    | Italia (bandiera) | D     | Stefano Dradi            |
|    | Italia (bandiera) | D     | Sergio Giovannone        |
|    | Italia (bandiera) | A     | Graziano Gori            |

| N. |                   | Ruolo | Calciatore         |
| -- | ----------------- | ----- | ------------------ |
|    | Italia (bandiera) | A     | Carlo Jacomuzzi    |
|    | Italia (bandiera) | C     | Pierluigi Lambrugo |
|    | Italia (bandiera) | D     | Giorgio Nardello   |
|    | Italia (bandiera) | D     | Gianni Palanca     |
|    | Italia (bandiera) | P     | Renzo Restani      |
|    | Italia (bandiera) | C     | Ivan Romanzini     |
|    | Italia (bandiera) | A     | Giorgio Scalcon    |
|    | Italia (bandiera) | C     | Franco Selvaggi    |
|    | Italia (bandiera) | D     | Ubaldo Spanio      |
|    | Italia (bandiera) | A     | Alessandro Turini  |

## Risultati

### Serie B

#### Girone di andata
| 28 settembre 1975 1ª giornata | Taranto | 0 – 0 | Novara |  |

| 5 ottobre 1975 2ª giornata | Brescia | 1 – 0 | Taranto |  |

| 12 ottobre 1975 3ª giornata | Taranto | 1 – 1 | Catanzaro |  |

| 19 ottobre 1975 4ª giornata | Palermo | 1 – 2 | Taranto |  |

| 26 ottobre 1975 5ª giornata | Taranto | 1 – 0 | Avellino |  |

| 2 novembre 1975 6ª giornata | Ternana | 0 – 0 | Taranto |  |

| 9 novembre 1975 7ª giornata | SPAL | 3 – 0 | Taranto |  |

| 16 novembre 1975 8ª giornata | Taranto | 1 – 1 | Foggia |  |

| 23 novembre 1975 9ª giornata | Reggiana | 1 – 1 | Taranto |  |

| 30 novembre 1975 10ª giornata | Taranto | 1 – 0 | Catania |  |

| 7 dicembre 1975 11ª giornata | Taranto | 1 – 1 | Genoa |  |

| 14 dicembre 1975 12ª giornata | Brindisi | 1 – 0 | Taranto |  |

| 21 dicembre 1975 13ª giornata | Pescara | 1 – 0 | Taranto |  |

| 4 gennaio 1976 14ª giornata | Taranto | 2 – 0 | Varese |  |

| 11 gennaio 1976 15ª giornata | Taranto | 1 – 1 | Modena |  |

| 18 gennaio 1976 16ª giornata | Atalanta | 1 – 0 | Taranto |  |

| 25 gennaio 1976 17ª giornata | Piacenza | 1 – 1 | Taranto |  |

| 1 febbraio 1976 18ª giornata | Taranto | 1 – 0 | Sambenedettese |  |

| 8 febbraio 1976 19ª giornata | Lanerossi Vicenza | 0 – 0 | Taranto |  |

#### Girone di ritorno
| 15 febbraio 1976 20ª giornata | Novara | 2 – 2 | Taranto |  |

| 22 febbraio 1976 21ª giornata | Taranto | 1 – 0 | Brescia |  |

| 29 febbraio 1976 22ª giornata | Catanzaro | 2 – 1 | Taranto |  |

| 7 marzo 1976 23ª giornata | Taranto | 1 – 1 | Palermo |  |

| 14 marzo 1976 24ª giornata | Avellino | 2 – 0 | Taranto |  |

| 21 marzo 1976 25ª giornata | Taranto | 0 – 0 | Ternana |  |

| 28 marzo 1976 26ª giornata | Taranto | 2 – 0 | SPAL |  |

| 4 aprile 1976 27ª giornata | Foggia | 1 – 0 | Taranto |  |

| 11 aprile 1976 28ª giornata | Taranto | 1 – 0 | Reggiana |  |

| 18 aprile 1976 29ª giornata | Catania | 1 – 0 | Taranto |  |

| 25 aprile 1976 30ª giornata | Genoa | 3 – 0 | Taranto |  |

| 2 maggio 1976 31ª giornata | Taranto | 0 – 0 | Brindisi |  |

| 9 maggio 1976 32ª giornata | Taranto | 0 – 0 | Pescara |  |

| 16 maggio 1976 33ª giornata | Varese | 0 – 0 | Taranto |  |

| 23 maggio 1976 34ª giornata | Modena | 1 – 0 | Taranto |  |

| 30 maggio 1976 35ª giornata | Taranto | 1 – 0 | Atalanta |  |

| 6 giugno 1976 36ª giornata | Taranto | 3 – 2 | Piacenza |  |

| 13 giugno 1976 37ª giornata | Sambenedettese | 1 – 1 | Taranto |  |

| 20 giugno 1976 38ª giornata | Taranto | 2 – 1 | Lanerossi Vicenza |  |

## Statistiche

### Statistiche di squadra
| Competizione | Punti | In casa | In casa | In casa | In casa | In casa | In casa | In trasferta | In trasferta | In trasferta | In trasferta | In trasferta | In trasferta | Totale | Totale | Totale | Totale | Totale | Totale | DR |
| Competizione | Punti | G       | V       | N       | P       | Gf      | Gs      | G            | V            | N            | P            | Gf           | Gs           | G      | V      | N      | P      | Gf     | Gs     | DR |
| ------------ | ----- | ------- | ------- | ------- | ------- | ------- | ------- | ------------ | ------------ | ------------ | ------------ | ------------ | ------------ | ------ | ------ | ------ | ------ | ------ | ------ | -- |
| Serie B      | 38    | 19      | 10      | 9       | 0       | 20      | 8       | 19           | 1            | 7            | 11           | 8            | 23           | 38     | 11     | 16     | 11     | 28     | 31     | -3 |
| Coppa Italia | 4     | 2       | 1       | 0       | 1       | 2       | 1       | 2            | 1            | 0            | 1            | 2            | 3            | 4      | 2      | 0      | 2      | 4      | 4      | 0  |
| Totale       |       | 21      | 11      | 9       | 1       | 22      | 9       | 21           | 2            | 7            | 12           | 10           | 26           | 42     | 13     | 16     | 13     | 32     | 35     | -3 |

### Statistiche dei giocatori
| Giocatore        | Serie B  | Serie B | Serie B     | Serie B    | Coppa Italia | Coppa Italia | Coppa Italia | Coppa Italia | Totale   | Totale | Totale      | Totale     |
| Giocatore        | Presenze | Reti    | Ammonizioni | Espulsioni | Presenze     | Reti         | Ammonizioni  | Espulsioni   | Presenze | Reti   | Ammonizioni | Espulsioni |
| ---------------- | -------- | ------- | ----------- | ---------- | ------------ | ------------ | ------------ | ------------ | -------- | ------ | ----------- | ---------- |
| E. Bosetti       | 18       | 0       | ?           | ?          | ?            | ?            | ?            | ?            | 18+      | 0+     | ?           | ?          |
| M. Biondi        | 32       | 0       | ?           | ?          | ?            | ?            | ?            | ?            | 32+      | 0+     | ?           | ?          |
| A. Capra         | 35       | 0       | ?           | ?          | ?            | ?            | ?            | ?            | 35+      | 0+     | ?           | ?          |
| F. Caputi        | 19       | 0       | ?           | ?          | ?            | ?            | ?            | ?            | 19+      | 0+     | ?           | ?          |
| F. Carrera       | 21       | 0       | ?           | ?          | ?            | ?            | ?            | ?            | 21+      | 0+     | ?           | ?          |
| G. De Bono       | 3        | 1       | ?           | ?          | ?            | ?            | ?            | ?            | 3+       | 1+     | ?           | ?          |
| G. Degli Schiavi | 26       | -20     | ?           | ?          | ?            | ?            | ?            | ?            | 26+      | -20+   | ?           | ?          |
| F. Delli Santi   | 8        | 1       | ?           | ?          | ?            | ?            | ?            | ?            | 8+       | 1+     | ?           | ?          |
| S. Dradi         | 8        | 0       | ?           | ?          | ?            | ?            | ?            | ?            | 8+       | 0+     | ?           | ?          |
| S. Giovannone    | 35       | 1       | ?           | ?          | ?            | ?            | ?            | ?            | 35+      | 1+     | ?           | ?          |
| G. Gori          | 24       | 2       | ?           | ?          | ?            | ?            | ?            | ?            | 24+      | 2+     | ?           | ?          |
| C. Jacomuzzi     | 35       | 6       | ?           | ?          | ?            | ?            | ?            | ?            | 35+      | 6+     | ?           | ?          |
| P. Lambrugo      | 4        | 0       | ?           | ?          | ?            | ?            | ?            | ?            | 4+       | 0+     | ?           | ?          |
| G. Nardello      | 38       | 1       | ?           | ?          | ?            | ?            | ?            | ?            | 38+      | 1+     | ?           | ?          |
| G. Palanca       | 5        | 0       | ?           | ?          | ?            | ?            | ?            | ?            | 5+       | 0+     | ?           | ?          |
| R. Restani       | 12       | -11     | ?           | ?          | ?            | ?            | ?            | ?            | 12+      | -11+   | ?           | ?          |
| I. Romanzini     | 31       | 7       | ?           | ?          | ?            | ?            | ?            | ?            | 31+      | 7+     | ?           | ?          |
| G. Scalcon       | 10       | 1       | ?           | ?          | ?            | ?            | ?            | ?            | 10+      | 1+     | ?           | ?          |
| F. Selvaggi      | 18       | 2       | ?           | ?          | ?            | ?            | ?            | ?            | 18+      | 2+     | ?           | ?          |
| U. Spanio        | 30       | 0       | ?           | ?          | ?            | ?            | ?            | ?            | 30+      | 0+     | ?           | ?          |
| A. Turini        | 32       | 5       | ?           | ?          | ?            | ?            | ?            | ?            | 32+      | 5+     | ?           | ?          |